# Mussaenda johannis-winkleri
Mussaenda johannis-winkleri är en måreväxtart som beskrevs av Elmer Drew Merrill. Mussaenda johannis-winkleri ingår i släktet Mussaenda och familjen måreväxter. Inga underarter finns listade i Catalogue of Life.